# Puente Viesgo
Puente Viesgo – gmina w Hiszpanii, w prowincji Kantabria, w Kantabrii, o powierzchni 36,14 km². W 2011 roku gmina liczyła 2861 mieszkańców.